# Placorhynchus paratetraculeatus
Placorhynchus paratetraculeatus är en plattmaskart som beskrevs av Ax P och Armonies W 1990. Placorhynchus paratetraculeatus ingår i släktet Placorhynchus och familjen Placorhynchidae. Inga underarter finns listade i Catalogue of Life.